# Convolvulus supinus
Convolvulus supinus är en vindeväxtart som beskrevs av Ernest Saint-Charles Cosson och Kral.. Convolvulus supinus ingår i släktet vindor, och familjen vindeväxter. Utöver nominatformen finns också underarten C. s. melliflorus.